# Simulium guaporense
Simulium guaporense es una especie de insecto del género Simulium, familia Simuliidae, orden Diptera.
Fue descrita científicamente por Py-Daniel, 1989.